# دلسوز (فیلم ۱۹۸۶)
دلسوز (به هندی: Dilwaala) فیلمی هندی محصول سال ۱۹۸۶ و به کارگردانی کی مورالی موهانو رائو است. در این فیلم بازیگرانی همچون میتون چاکرابورتی، میناکشی سشادری، اسمیتا پاتیل، سورش اوبروی، ساریکا، آسرانی، آریونا ایرانی، سوپریا پاتاک، گلشن گروور، پران، قادرخان، شاکتی کاپور، مراد و راضا مراد ایفای نقش کرده‌اند.